# HOTEL MURDERESS OF ARIZONA MY GUN
『HOTEL MURDERESS OF ARIZONA MY GUN』（ホテル　マーダレス　オブ　アリゾナ　マイ　ガン）は、鬼束ちひろの4作目のライブ映像集。

## 解説
2012年3月14日に発売。初回プレス分には「BACK STAGE PASS ステッカー」が封入される。ライブDVDをリリースするのは2008年の『NINE DIRTS AND SNOW WHITE FLICKERS』以来3年振りである。
本作は、2011年12月17日に東京国際フォーラム ホールAにて行われた、自身約10年振りの全国ツアー『HOTEL MURDERESS OF ARIZONA ACOUSTIC SHOW』東京公演の模様を収録している。本公演で披露された楽曲では、「月光」のみが本作未収録となった。
当初は、『HOTEL MURDERESS OF ARIZONA VOLUME OF MY GUN』のタイトルで2月15日に発売される予定だった。

## 収録曲
1. Sweet Rosemary
2. 青い鳥
3. everyhome
4. 琥珀の雪
5. Time After Time - 洋楽カバー（原曲：シンディ・ローパー）。
6. The Rose - 洋楽カバー（原曲：ベット・ミドラー）。
7. 蛍
8. 嵐ヶ丘
9. EVER AFTER
10. 私とワルツを
11. ストーリーテラー
12. NEW AGE STRANGER ～encore～
13. Beautiful Fighter ～encore～

## 編成
- ボーカル・アコースティックギター:鬼束ちひろ
- ピアノ:坂本昌之

- 映像監督:柿本ケンサク